# Přebor Kraje Vysočina 2018/2019
V soubojích 17. ročníku Přeboru Kraje Vysočina 2018/19 (jedna ze skupin 5. fotbalové ligy) se utká 14 týmů každý s každým dvoukolovým systémem podzim–jaro. Tento ročník začal v sobotu 11. srpna 2018 úvodními třemi zápasy předehraného 2. kola a skončí v červnu 2019.

## Nové týmy v sezoně 2018/19
- Z Divize D 2017/18 sestoupilo do Přeboru Vysočiny mužstvo HFK Třebíč.
- Ze skupin I. A třídy Vysočiny 2017/18 postoupila mužstva FC Slavoj Žirovnice (vítěz skupiny A) a FC Náměšť nad Oslavou-Vícenice (vítěz skupiny B).

## Nejlepší střelec
Bude doplněn po skončení ročníku.

## Konečná tabulka
Zdroj: [1]
| Poř. | Tým                                  | Z  | V  | R | P  | VG | OG | B  |
| ---- | ------------------------------------ | -- | -- | - | -- | -- | -- | -- |
| 1.   | SK Bystřice nad Pernštejnem          | 26 | 20 | 1 | 5  | 68 | 30 | 61 |
| 2.   | FK Pelhřimov                         | 26 | 18 | 2 | 6  | 70 | 37 | 56 |
| 3.   | FK Kovofiniš Ledeč nad Sázavou       | 26 | 16 | 1 | 9  | 58 | 48 | 49 |
| 4.   | FC Náměšť nad Oslavou-Vícenice (N)   | 26 | 12 | 6 | 8  | 52 | 38 | 44 |
| 5.   | TJ Nová Ves u Nového Města na Moravě | 26 | 13 | 4 | 9  | 48 | 45 | 42 |
| 6.   | TJ Dálnice Speřice                   | 26 | 13 | 3 | 10 | 54 | 48 | 42 |
| 7.   | SK Huhtamaki Okříšky                 | 26 | 10 | 6 | 10 | 45 | 43 | 36 |
| 8.   | FC Chotěboř                          | 26 | 9  | 6 | 11 | 51 | 43 | 33 |
| 9.   | TJ Sapeli Polná                      | 26 | 10 | 3 | 13 | 27 | 41 | 33 |
| 10.  | FC Slavoj Žirovnice (N)              | 26 | 9  | 4 | 13 | 38 | 50 | 31 |
| 11.  | Horácký FK Třebíč (S)                | 26 | 8  | 4 | 14 | 49 | 66 | 28 |
| 12.  | FC Velké Meziříčí „B“                | 26 | 7  | 5 | 14 | 40 | 50 | 26 |
| 13.  | SK Přibyslav                         | 26 | 8  | 2 | 16 | 42 | 70 | 26 |
| 14.  | TJ Sokol Košetice                    | 26 | 4  | 3 | 19 | 22 | 61 | 15 |

Poznámky:
- Z = Odehrané zápasy; V = Vítězství; R = Remízy; P = Prohry; VG = Vstřelené góly; OG = Obdržené góly; B = Body; (S) = Mužstvo sestoupivší z vyšší soutěže; (N) = Mužstvo postoupivší z nižší soutěže (nováček)   Postup do Divize D 2018/19    Sestup do skupin I. A třídy Kraje Vysočina 2018/19

|  | Postup do Divize D 2019/20                          |
|  | Sestup do I. A třídy Kraje Vysočina – sk. A 2019/20 |
|  | Sestup do I. A třídy Kraje Vysočina – sk. B 2019/20 |